# Vernon Maxwell
Vernon Maxwell (Gainesville, 12 settembre 1965) è un ex cestista statunitense, professionista nella NBA.

## Carriera
Selezionato dai Denver Nuggets al secondo giro del Draft NBA 1988 (47ª scelta assoluta), la sua carriera è ricordata principalmente per gli anni ai Houston Rockets. Buon giocatore ma non accompagnata da una buona testa, spesso protagonista di risse, la più celebre è quella dove un tifoso lo stava provocando dagli spalti e lui si alzo dalla panchina per andare da lui e lo colpì con un pugno e gli ruppe la mascella.

## Statistiche

### College
| Anno      | Squadra        | PG  | PT | MP   | TC%  | 3P%  | TL%  | RP  | AP  | PRP | SP  | PP   |
| --------- | -------------- | --- | -- | ---- | ---- | ---- | ---- | --- | --- | --- | --- | ---- |
| 1984-1985 | Florida Gators | 30  | 14 | 25,1 | 44,5 | -    | 68,6 | 2,4 | 1,3 | 1,0 | 0,0 | 13,3 |
| 1985-1986 | Florida Gators | 33  | -  | 34,6 | 46,3 | -    | 70,1 | 4,5 | 2,5 | 1,4 | 0,4 | 19,6 |
| 1986-1987 | Florida Gators | 34  | -  | 31,9 | 48,5 | 35,2 | 74,2 | 3,7 | 3,6 | 2,0 | 0,1 | 21,7 |
| 1987-1988 | Florida Gators | 33  | 33 | 36,8 | 44,7 | 39,5 | 71,5 | 4,2 | 4,3 | 1,8 | 0,1 | 20,2 |
| Carriera  | Carriera       | 130 | 47 | 32,3 | 46,2 | 37,5 | 71,5 | 3,7 | 3,0 | 1,6 | 0,2 | 18,8 |

### NBA

#### Regular Season
| Anno       | Squadra            | PG  | PT  | MP   | TC%  | 3P%  | TL%  | RP  | AP  | PRP | SP  | PP   |
| ---------- | ------------------ | --- | --- | ---- | ---- | ---- | ---- | --- | --- | --- | --- | ---- |
| 1988-1989  | San Antonio Spurs  | 79  | 36  | 26,1 | 43,2 | 24,8 | 74,5 | 2,6 | 3,8 | 1,1 | 0,1 | 11,7 |
| 1989-1990  | San Antonio Spurs  | 49  | 2   | 22,8 | 43,5 | 28,8 | 62,1 | 2,9 | 3,0 | 0,9 | 0,1 | 6,9  |
| 1989-1990  | Houston Rockets    | 30  | 10  | 29,0 | 44,2 | 24,5 | 66,4 | 2,9 | 5,0 | 1,4 | 0,2 | 12,5 |
| 1990-1991  | Houston Rockets    | 82  | 79  | 35,0 | 40,4 | 33,7 | 73,3 | 2,9 | 3,7 | 1,5 | 0,2 | 17,0 |
| 1991-1992  | Houston Rockets    | 80  | 80  | 33,8 | 41,3 | 34,2 | 77,2 | 3,0 | 4,1 | 1,3 | 0,4 | 17,2 |
| 1992-1993  | Houston Rockets    | 71  | 68  | 31,7 | 40,7 | 33,2 | 71,9 | 3,1 | 4,2 | 1,2 | 0,1 | 13,8 |
| 1993-1994† | Houston Rockets    | 75  | 73  | 34,3 | 38,9 | 29,8 | 74,9 | 3,1 | 5,1 | 1,7 | 0,3 | 13,6 |
| 1994-1995† | Houston Rockets    | 64  | 54  | 31,8 | 39,4 | 32,4 | 68,8 | 2,6 | 4,3 | 1,2 | 0,2 | 13,3 |
| 1995-1996  | Philadelphia 76ers | 75  | 57  | 32,9 | 39,0 | 31,7 | 75,6 | 3,1 | 4,4 | 1,3 | 0,2 | 16,2 |
| 1996-1997  | San Antonio Spurs  | 72  | 31  | 28,7 | 37,5 | 30,9 | 74,4 | 2,2 | 2,1 | 1,2 | 0,3 | 12,9 |
| 1997-1998  | Orlando Magic      | 11  | 0   | 15,4 | 33,3 | 23,1 | 88,5 | 1,2 | 1,1 | 0,2 | 0,1 | 7,4  |
| 1997-1998  | Charlotte Hornets  | 31  | 0   | 15,1 | 42,8 | 36,0 | 73,5 | 1,4 | 1,3 | 0,5 | 0,1 | 6,8  |
| 1998-1999  | Sacramento Kings   | 46  | 1   | 21,9 | 39,0 | 34,6 | 73,7 | 1,8 | 1,7 | 0,7 | 0,1 | 10,7 |
| 1999-2000  | Seattle S.Sonics   | 47  | 0   | 21,0 | 34,5 | 30,0 | 73,0 | 1,7 | 1,6 | 0,8 | 0,2 | 10,9 |
| 2000-2001  | Philadelphia 76ers | 24  | 6   | 15,6 | 33,6 | 32,8 | 68,2 | 1,5 | 1,2 | 0,5 | 0,0 | 5,0  |
| 2000-2001  | Dallas Mavericks   | 19  | 0   | 15,0 | 31,6 | 27,7 | 60,0 | 1,5 | 1,1 | 0,5 | 0,2 | 4,3  |
| Carriera   | Carriera           | 855 | 497 | 28,4 | 39,8 | 32,0 | 73,3 | 2,6 | 3,4 | 1,1 | 0,2 | 12,8 |

#### Playoffs
| Anno     | Squadra          | PG | PT | MP   | TC%  | 3P%  | TL%  | RP  | AP  | PRP | SP  | PP   |
| -------- | ---------------- | -- | -- | ---- | ---- | ---- | ---- | --- | --- | --- | --- | ---- |
| 1990     | Houston Rockets  | 4  | 4  | 39,8 | 37,0 | 30,8 | 52,4 | 3,0 | 4,3 | 1,3 | 0,0 | 19,8 |
| 1991     | Houston Rockets  | 3  | 3  | 37,7 | 41,1 | 33,3 | 50,0 | 2,7 | 3,0 | 0,7 | 0,3 | 18,7 |
| 1993     | Houston Rockets  | 9  | 7  | 34,2 | 40,2 | 23,9 | 87,5 | 2,4 | 3,6 | 1,2 | 0,2 | 14,0 |
| 1994†    | Houston Rockets  | 23 | 23 | 38,3 | 37,6 | 32,6 | 68,5 | 3,5 | 4,2 | 0,9 | 0,1 | 13,8 |
| 1995†    | Houston Rockets  | 1  | 0  | 16,0 | 14,3 | 0,0  | 100  | 3,0 | 1,0 | 0,0 | 0,0 | 3,0  |
| 1999     | Sacramento Kings | 5  | 0  | 25,8 | 31,7 | 31,4 | 70,0 | 2,2 | 1,0 | 1,2 | 0,0 | 11,2 |
| 2001     | Dallas Mavericks | 4  | 0  | 10,8 | 20,0 | 0,0  | -    | 1,5 | 1,3 | 0,0 | 0,0 | 1,0  |
| Carriera | Carriera         | 49 | 37 | 33,6 | 37,2 | 30,1 | 69,6 | 2,9 | 3,4 | 0,9 | 0,1 | 13,1 |

## Palmarès
- Campionato NBA: 2

Houston Rockets: 1994, 1995